# سکولاریسم در ایران
سکولاریسم در ایران سیاستی است که اندکی پس از تاج‌گذاری رضاشاه در سال ۱۹۲۵ به‌عنوان سیاست دولتی تثبیت شد. وی هرگونه حضور علنی در جامعه را، با حجاب و چادر توسط زنان و گذاشتن ریش (به استثنای سبیل) را غیرقانونی اعلام کرد. مراسم مذهبی مسلمانان (مانند محرم و عاشورا) و جشن‌های آنان ممنوع شد، روحانیون شیعه از تبلیغ اندیشه‌های افراطی منع شدند.
این سیاست رضاشاه، مورد انتقاد مذهبیون بود و او از سوی ناظران خارجی به‌عنوان فردی مستبد شناخته می‌شد، اما قصد داشت ایران را سکولاریزه کند و نفوذ روحانیت شیعه بر حکومت و جامعه را از بین ببرد. در طول سلطنت او، اولین نمونه‌های افراط گرایی و تروریسم اسلامی در ایران به‌عنوان واکنشی متقابل علیه سیاست‌های سکولاریستی او ظاهر شد. به‌عنوان مثال، سیاستمداران و نویسندگان سکولاریست مانند احمد کسروی توسط افراد مسلمان ترور شدند که از این افراد می‌توان به مجتبی نواب صفوی اشاره کرد، فردی که از سوی نظام جمهوری اسلامی ایران به‌عنوان یک قهرمان معرفی می‌شود.

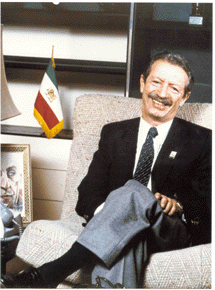
شاپور بختیار، آخرین نخست‌وزیر سکولار ایران

پس از آنکه رضاشاه با حمله انگلستان و شوروی به ایران توسط نیروهای انگلیسی و روسی، خلع و به تبعید فرستاده شد، سیاست سکولاریسمی که او پیگیری می‌کرد در ایران به پایان رسید. از سال ۱۹۴۱ تا ۱۹۵۳، سیاست دموکراسی به ایران بازگردانده شد و روحانیون شیعه به دلیل پایگاه مردمی‌ای که در مناطق روستایی ایران مرکزی و قشر فقیر شهری داشتند، توانستند به سطح قدرت و نفوذ قبلی خود بازگردند.
پس از سال ۱۹۵۳، حکومت ایران، از دموکراسی فاصله گرفته و به‌طور فزاینده‌ای برای احیای سیاست‌های رضاشاه و از بین بردن نفوذ روحانیت شیعه، از حکومت و زندگی مردم تلاش کرد. در اواخر دهه ۱۹۶۰، محمدرضا پهلوی، روحانیون شیعه را مجبور به حضور در دانشگاه‌های دولتی کرده بود تا مانند مدارس الهیات کاتولیک و مسیحی، گواهی دینی و مجوز تبلیغ دریافت کنند. محمدرضا شاه همچنین در دهه ۱۹۷۰ اقداماتی را برای حذف روحانیون شیعه از حضور در مجلس و اعمال محدودیت‌هایی برای مراسم‌های مذهبی و اعمال مذهبی آغاز کرد.
هم رضاشاه و هم محمدرضا شاه از مکاتب سیاسی فرانسوی پس از انقلاب فرانسه و کلاسیک آمریکایی الهام گرفتند که طرفدار جدایی دین و دولت بودند و هر دوی آنان انگلیسی‌ها را مسئول ظهور اسلام‌گرایی، بنیادگرایی اسلامی در ایران و خاورمیانه می‌دانستند. به همین دلیل ایران به شدت روابط نزدیک خود را با فرانسه و آمریکا دنبال می‌کرد.
در سال ۱۹۷۹، پس از فروپاشی دولت شاپور بختیار، در فوریهٔ همان سال، دولت موقتی به نخست‌وزیری مهدی بازرگان تشکیل شد که به دنبال ایجاد یک حکومت اسلامی دموکراتیک ملی‌گرا بود. او در نظر داشت، دولتی با سیاست اقتصادی بازار آزاد، در تقابل با خواسته‌های روح‌الله خمینی و جناح طرفدار جمهوری اسلامی او بوجود آورد. دولت بازرگان در نوامبر ۱۹۷۹ بلافاصله پس از گروگان‌گیری در سفارت ایالات متحده آمریکا توسط دانشجویان رادیکال استعفا داد.
پایان دولت بازرگان رسماً پایان سکولاریسم دولتی در ایران بود. در فوریه ۱۹۸۰، حزب جمهوری اسلامی حکومت تئوکراتیک فعلی ایران را با آیت الله خمینی به‌عنوان رهبر جمهوری اسلامی ایران تأسیس کرد.
اپوزیسیون سکولار حکومت اسلامی جمهوری اسلامی ایران تا سال ۱۳۶۳ در کشور فعال بودند، سپس از سوی سلسله مراتب روحانیت به‌عنوان بدعت گذار و مرتد شناخته شدند و در نهایت به زندان، اعدام یا تبعید محکوم شدند.
یک نظرسنجی آنلاین در سال ۲۰۲۰ توسط گَمان نشان داد که ۸٫۸ درصد از ایرانیان به‌عنوان آتئیست و بخش بزرگی (۲۲٫۲ درصد) به‌عنوان پیرو یک دین سازمان یافته و تنها ۴۰ درصد خود را مسلمان معرفی می‌کنند. این به‌عنوان گذار ایرانیان به سوی سکولاریسم مورد توجه قرار گرفته‌است.

## زمینه‌ها
مفهوم سکولاریسم در ایران پیچیده است و در دوره‌های مختلف تاریخی تکامل یافته و اغلب با جنبش‌های سیاسی و اجتماعی در هم آمیخته است. این یک پذیرش سرراست از الگوهای غربی نیست، بلکه یک توسعه است که توسط تجربیات منحصر به فرد ایران شکل گرفته است.

### رویدادهای اولیه و مواجهه با مدرنیته
با آغاز قرن نوزدهم، افزایش تماس با غرب، روشنفکران ایرانی را با ایده‌های سیاسی و اجتماعی جدید، از جمله مفاهیم مربوط به حکومت، قانون و آموزش سکولار آشنا کرد. ترجمه متون اروپایی و سفرهای ایرانیان به اروپا نقش مهمی در معرفی این ایده‌ها ایفا کرد.
انقلاب مشروطه (۱۹۰۵-۱۹۱۱) شاهد مطالبه حکومت مشروطه و محدود کردن قدرت مطلق سلطنت بود. اگرچه به طور صریح سکولاریستی نبود، اما بحث‌های این دوره شامل گفتگوهایی درباره نقش شریعت در یک دولت مدرن و نیاز به یک چارچوب قانونی مبتنی بر عقل و عدالت بود که زمینه‌های اولیه‌ای را برای اندیشه سکولار فراهم کرد. چهره‌های کلیدی مانند روشنفکران مرتبط با انجمن‌های مخفی و روزنامه‌ها، از پیشرفت و اصلاحات حمایت می‌کردند و گاهی به طور ضمنی اقتدار مطلق روحانیون را به چالش می‌کشیدند.
تأسیس مدارس و دانشگاه‌های مدرن، مانند دارالفنون، با هدف معرفی موضوعات سکولار و علوم جدید انجام شد و به تدریج طبقه تحصیل‌کرده‌ای با دیدگاه‌هایی فراتر از آموزش سنتی مذهبی ایجاد کرد.

### دوره پهلوی (۱۹۲۵-۱۹۷۹) و سکولاریزاسیون دولتی

#### رضا شاه (۱۹۲۵-۱۹۴۱)
رضا شاه سیاستی از مدرن‌سازی و ملت‌سازی را دنبال کرد که شامل یک رویکرد بالا به پایین برای سکولارسازی بود. این شامل موارد زیر بود:
اصلاحات قانونی: اجرای یک قانون مدنی متحد بر اساس الگوهای اروپایی، که نقش دادگاه‌های شرعی را در بسیاری از زمینه‌های حقوقی کاهش داد.
اصلاحات آموزشی: گسترش آموزش سکولار تحت کنترل دولت و به حاشیه راندن مدارس سنتی مذهبی.
اصلاحات اجتماعی: اقداماتی مانند کشف حجاب زنان، اتخاذ لباس‌های غربی و تضعیف نفوذ سیاسی روحانیون.
ناسیونالیسم و تمرکزگرایی: تأکید بر هویت ایرانی پیش از اسلام برای تقویت وحدت ملی، که گاهی به قیمت هویت مذهبی تمام می‌شد.

#### محمدرضا شاه (۱۹۴۱-۱۹۷۹)
محمدرضا شاه ادامه روند مدرن‌سازی پدرش را دنبال کرد، اغلب با تأکید بیشتر بر غربی‌سازی. اگرچه او صریحاً ضد مذهب نبود، اما سیاست‌هایش روحانیون را بیشتر به حاشیه راند و یک حوزه عمومی سکولارتر را ترویج کرد. این شامل موارد زیر بود:
اصلاحات ارضی: تضعیف قدرت اقتصادی موقوفات مذهبی.
افزایش نفوذ فرهنگی غرب: ورود فرهنگ و ارزش‌های غربی از نظر برخی به عنوان نوعی سکولاریزاسیون تلقی می‌شد.

### انقلاب اسلامی (۱۹۷۹) و پیامدهای آن
رد سکولاریسم: انقلاب ۱۹۷۹ به رهبری آیت‌الله روح‌الله خمینی، به صراحت روندهای سکولاریستی دوره پهلوی را رد کرد و یک جمهوری اسلامی مبتنی بر اصل ولایت فقیه را تأسیس کرد.
دولت تئوکراسی: قانون اساسی جدید، سلطه قانون اسلامی و اقتدار رهبران مذهبی را در تمام جنبه‌های حکومت تثبیت کرد و به طور مؤثری سکولاریزاسیون دولتی دوره پهلوی را معکوس کرد.

## سکولاریسم و انقلاب مشروطه ایران (۱۹۰۵-۱۹۱۱)
انقلاب مشروطه ایران، به عنوان یکی از نقاط عطف تاریخ مدرن ایران، بستری برای طرح ایده‌ها و مفاهیم نوینی در حوزه سیاست و اجتماع بود. در این دوره، برای نخستین بار مفاهیمی همچون قانون اساسی، حقوق شهروندی، تفکیک قوا و محدود کردن قدرت سلطنت مطلقه به طور جدی مطرح شدند. در دل این تحولات، بحث‌هایی نیز پیرامون نقش و جایگاه دین در حکومت و جامعه شکل گرفت که می‌توان رگه‌هایی از اندیشه سکولار را در آن مشاهده کرد، هرچند که این اندیشه در آن زمان به صورت یک جنبش فراگیر و کاملاً تعریف‌شده وجود نداشت.

### نشانه‌های اولیه اندیشه سکولار در دوره مشروطه
- تأثیر روشنفکران: روشنفکران این دوره، که با اندیشه‌های غربی آشنا شده بودند، نقش مهمی در طرح مفاهیم جدید داشتند. آن‌ها از ضرورت تحدید قدرت پادشاه و استقرار حکومت قانون سخن می‌گفتند و بر اهمیت عقل و منطق در اداره امور تأکید می‌کردند. برخی از این روشنفکران، مانند میرزا ملکم خان و میرزا آقاخان کرمانی، به صراحت از ضرورت جدایی دین از سیاست سخن نمی‌گفتند، اما انتقادات آن‌ها از نفوذ بی‌حد و حصر روحانیون و تأکیدشان بر قوانین عرفی، زمینه‌ساز طرح چنین ایده‌هایی در آینده شد.

میرسپاسی، علی. گفتمان روشنفکری و سیاست‌های مدرن‌سازی: مورد ایران. نشر شیرازه، ۱۳۷۹. (صفحات مرتبط: فصل‌های مربوط به روشنفکران دوره قاجار و انقلاب مشروطه).
آبراهامیان، یرواند. ایران بین دو انقلاب: از مشروطه تا انقلاب اسلامی. نشر مرکز، ۱۳۷۷. (صفحات مرتبط: بخش‌های مربوط به زمینه‌های فکری انقلاب مشروطه).
- مطبوعات و انجمن‌ها: در دوره مشروطه، مطبوعات و انجمن‌های مختلفی شکل گرفتند که به تریبونی برای بحث و تبادل نظر درباره مسائل سیاسی و اجتماعی تبدیل شدند. در این فضا، ایده‌هایی که به چالش کشیدن اقتدار سنتی و نقش دین در حکومت می‌پرداختند، هرچند به صورت محدود و محتاطانه، مطرح می‌شدند.

ناطق، هما. مطبوعات عصر مشروطیت. نشر بنیاد فرهنگ ایران، ۱۳۶۱. (بررسی محتوای مطبوعات آن دوره می‌تواند نشانه‌هایی از طرح این ایده‌ها را نشان دهد.).
کسروی، احمد. تاریخ مشروطه ایران. انتشارات امیرکبیر، چاپ‌های مختلف. (بررسی وقایع و دیدگاه‌های مطرح شده در این دوره).
- قانون اساسی مشروطه: قانون اساسی مشروطه، هرچند که بر مبنای اسلام تدوین شده بود و بر نقش علما در نظارت بر قوانین تأکید داشت، اما در عین حال مفاهیمی همچون حقوق ملت، آزادی‌های فردی و تفکیک قوا را به رسمیت می‌شناخت که می‌توانستند در درازمدت زمینه‌ساز تفکیک حوزه‌های دینی و غیردینی شوند. اصل دوم متمم قانون اساسی که بر لزوم انطباق قوانین با شرع تأکید داشت، نشان‌دهنده قدرت و نفوذ روحانیون در آن دوره بود و مانعی جدی در برابر سکولاریزاسیون کامل به شمار می‌رفت.

طباطبایی، جواد. مبانی نظری مشروطه‌خواهی ایران. نشر نگاه معاصر، ۱۳۸۲. (تحلیل مبانی فکری و حقوقی مشروطیت).

### محدودیت‌های سکولاریسم در دوره مشروطه
باید توجه داشت که در دوره مشروطه، ایده سکولاریسم به معنای جدایی کامل دین از دولت، یک خواست عمومی یا یک جریان فکری غالب نبود. جامعه ایران در آن زمان به شدت مذهبی بود و روحانیون از نفوذ قابل توجهی برخوردار بودند. بسیاری از رهبران و فعالان مشروطه نیز خود افراد مذهبی بودند و هدف آن‌ها بیشتر تحدید استبداد و برقراری عدالت و قانون در چارچوب مذهب بود، نه نفی نقش دین در جامعه.
در نتیجه، هرچند انقلاب مشروطه زمینه‌هایی را برای طرح اندیشه‌های سکولار فراهم کرد و برخی روشنفکران به آن اشاره‌هایی داشتند، اما این ایده هنوز در مراحل ابتدایی شکل‌گیری بود و نتوانست به یک نیروی سیاسی و اجتماعی مسلط تبدیل شود. با این حال، بذرهای این تفکر در این دوره کاشته شد و در دهه‌های بعدی به تدریج رشد کرد.

### جنبه‌های دیگر نقش سکولاریسم در انقلاب مشروطه ایران

#### نقش علما و روحانیون
در مراحل اولیه انقلاب مشروطه ایران، علما و روحانیون نقش بسیار مهمی در رهبری و بسیج مردم علیه استبداد قاجار ایفا کردند. آن‌ها با استفاده از نفوذ مذهبی خود، مردم را به اعتراضات و تظاهرات تشویق می‌کردند و خواستار عدالت و قانون بودند. چهره‌های برجسته‌ای مانند آیت‌الله سید محمد طباطبایی و آیت‌الله سید عبدالله بهبهانی از رهبران اصلی این جنبش بودند. هدف اولیه بسیاری از این روحانیون، برقراری عدالت و اجرای شریعت در یک چارچوب قانونی بود، نه لزوماً جدایی دین از سیاست.
کسروی، احمد. تاریخ مشروطه ایران. (بررسی نقش رهبران مذهبی در انقلاب).
طباطبایی، جواد. مبانی نظری مشروطه‌خواهی ایران. (تحلیل دیدگاه‌های مختلف در مورد نقش شریعت).
- مخالفت با سکولاریسم: با پیشرفت انقلاب و طرح ایده‌های جدید، برخی از روحانیون به تدریج نسبت به آنچه که آن را نفوذ اندیشه‌های غربی و سکولاریستی می‌دانستند، ابراز نگرانی کردند. آن‌ها معتقد بودند که هدف برخی از روشنفکران، تضعیف نقش اسلام و نهادهای مذهبی در جامعه است. این نگرانی‌ها منجر به بروز اختلافاتی در میان رهبران مشروطه شد. برای مثال، مخالفت شیخ فضل‌الله نوری با مشروطه و تأکید او بر "مشروطه مشروعه" (مشروطه‌ای که مطابق با شرع باشد) نمونه‌ای از این دیدگاه است.

مدرسی، حسین. جریان‌های صدر مشروطیت ایران. نشر اختران، ۱۳۸۵. (بررسی دیدگاه‌های مختلف علما در قبال مشروطه).
ترکمان، محمد. رسائل مشروطیت. (مجموعه‌ای از رسائل و دیدگاه‌های مختلف در دوره مشروطه، از جمله نظرات مخالفان).

#### دیدگاه‌های مختلف گروه‌های اجتماعی
- روشنفکران: همانطور که قبلاً اشاره شد، روشنفکران نقش کلیدی در طرح ایده‌های مدرن، از جمله مفاهیمی که می‌توانستند به سکولاریزاسیون منجر شوند، داشتند. آن‌ها از ضرورت قانون، آزادی و پیشرفت به سبک غربی سخن می‌گفتند.

میرسپاسی، علی. گفتمان روشنفکری و سیاست‌های مدرن‌سازی: مورد ایران.
دباشی، حمید. ایران: یک ملت معلق.
- بازرگانان و اصناف: این گروه‌ها به دلیل منافع اقتصادی و نارضایتی از بی‌ثباتی و فساد دوره قاجار، از مشروطه حمایت می‌کردند. دیدگاه آن‌ها نسبت به نقش دین در حکومت لزوماً یکدست نبود، اما آن‌ها بیشتر به دنبال حاکمیت قانون و امنیت اقتصادی بودند.

آبراهامیان، یرواند. ایران بین دو انقلاب. (تحلیل نقش طبقات مختلف اجتماعی در انقلاب).
- توده‌های مردم: انگیزه‌های توده‌های مردم برای شرکت در انقلاب مشروطه متنوع بود. برخی به دنبال عدالت و بهبود وضعیت اقتصادی بودند، در حالی که دیگران تحت تأثیر رهبری مذهبی و خواسته‌های آنان حرکت می‌کردند. در این دوره، ایده سکولاریسم به عنوان یک خواست فراگیر در میان توده‌ها مطرح نبود.

### تأثیرات خارجی
- اندیشه‌های غربی: آشنایی ایرانیان با اندیشه‌های سیاسی و اجتماعی غرب، از جمله لیبرالیسم، ناسیونالیسم و مفاهیم مربوط به حکومت سکولار، از طریق ترجمه، مسافرت و تحصیل در خارج، تأثیر قابل توجهی بر شکل‌گیری ایده‌های جدید در ایران داشت.

آرین‌پور، یحیی. از صبا تا نیما. انتشارات زوار، ۱۳۵۷. (بررسی جریان‌های فکری و ادبی و تأثیر غرب).
- قدرت‌های استعماری: نقش قدرت‌های استعماری مانند روسیه و بریتانیا در امور ایران در این دوره پیچیده و اغلب مداخله‌گرانه بود. آن‌ها اهداف و منافع خود را دنبال می‌کردند و این مداخلات می‌توانست به طور غیرمستقیم بر جهت‌گیری‌های سیاسی و اجتماعی در ایران تأثیر بگذارد.

فوران، جان. مقاومت شکننده: تاریخ تحولات اجتماعی ایران از سال ۱۵۰۰ میلادی تا انقلاب. ترجمهٔ احمد تدین. نشر رسا، ۱۳۷۸. (تحلیل نقش نیروهای خارجی در تحولات ایران).
در مجموع، انقلاب مشروطه دوره‌ای پر از تحولات فکری و سیاسی بود که در آن بذرهای اندیشه سکولار نیز کاشته شد. با این حال، این ایده در آن زمان هنوز در حاشیه قرار داشت و جریان غالب، تلاش برای برقراری حکومت قانون و عدالت در چارچوب مذهب بود. تعامل پیچیده میان روحانیون، روشنفکران و گروه‌های مختلف اجتماعی، همراه با تأثیرات خارجی، مسیر این انقلاب و شکل‌گیری دولت مدرن در ایران را رقم زد.

## سکولاریسم در دوره رضا شاه (۱۹۲۵-۱۹۴۱)
رضا شاه با هدف ایجاد یک دولت مدرن و یکپارچه و کاهش نفوذ نیروهای سنتی، به ویژه روحانیون، مجموعه‌ای از اصلاحات را به اجرا گذاشت که به طور قابل توجهی ساختار حقوقی، آموزشی و اجتماعی ایران را تغییر داد و زمینه‌های سکولاریزاسیون را تقویت کرد. این سیاست‌ها از بالا به پایین و با تکیه بر قدرت دولت اعمال می‌شد.

### اصلاحات و سیاست‌های سکولاریستی رضا شاه
- اصلاحات حقوقی: یکی از مهم‌ترین اقدامات رضا شاه، تدوین و اجرای قانون مدنی جدید بر اساس الگوهای اروپایی بود. این قوانین، که در زمینه‌هایی مانند ازدواج، طلاق، ارث و امور تجاری جایگزین قوانین شریعت شدند، نقش دادگاه‌های شرع را به میزان قابل توجهی کاهش دادند و نظام حقوقی کشور را به سمت یک سیستم عرفی سوق دادند. تأسیس دادگستری نوین و آموزش قضات بر اساس حقوق مدرن نیز در همین راستا صورت گرفت.

کدی، نیکی آر. ایران مدرن: ریشه‌ها و پیامدهای انقلاب. (فصل‌های مربوط به اصلاحات قانونی رضا شاه).
آبراهامیان، یرواند. ایران بین دو انقلاب. (بخش‌های مربوط به تغییرات حقوقی در دوره رضا شاه).
اصلاحات حقوقی رضا شاه ارتباط مستقیمی با سیاست‌های سکولاریستی او داشتند. هدف اصلی از این اصلاحات، کاهش نفوذ نهادهای مذهبی، به ویژه روحانیون، در ساختار حقوقی و قضایی کشور و جایگزینی قوانین مذهبی با قوانین عرفی و مدرن بود. این اقدامات در راستای ایجاد یک دولت مدرن و متمرکز صورت می‌گرفت که در آن قانون اساسی و قوانین مدون، نه شریعت، مبنای تنظیم روابط اجتماعی و حقوقی باشند.کدی، نیکی آر. ایران مدرن: ریشه‌ها و پیامدهای انقلاب. (فصل‌های مربوط به اصلاحات قانونی رضا شاه).
آبراهامیان، یرواند. ایران بین دو انقلاب. (بخش‌های مربوط به تغییرات حقوقی در دوره رضا شاه).
با اجرای قانون مدنی جدید و تأسیس دادگستری نوین، قدرت قضایی روحانیون به میزان قابل توجهی کاهش یافت و نظام حقوقی کشور از یک سیستم عمدتاً مذهبی به یک سیستم سکولار تغییر جهت داد. دولت به تدریج کنترل بیشتری بر امور حقوقی و قضایی پیدا کرد و نهادهای مذهبی از این حوزه کنار گذاشته شدند.کدی، نیکی آر. ایران مدرن: ریشه‌ها و پیامدهای انقلاب. (فصل‌های مربوط به اصلاحات قانونی رضا شاه).
آبراهامیان، یرواند. ایران بین دو انقلاب. (بخش‌های مربوط به تغییرات حقوقی در دوره رضا شاه).
به طور خلاصه، اصلاحات حقوقی رضا شاه یکی از ابزارهای اصلی او برای پیشبرد سیاست‌های سکولاریستی و ایجاد یک نظام حقوقی مدرن و غیرمذهبی در ایران بود. این اصلاحات، پایه‌های یک جامعه با قوانین عرفی را بنا نهاد و نقش دین را در حوزه حقوق و قضاوت به حاشیه راند.کدی، نیکی آر. ایران مدرن: ریشه‌ها و پیامدهای انقلاب. (فصل‌های مربوط به اصلاحات قانونی رضا شاه).
آبراهامیان، یرواند. ایران بین دو انقلاب. (بخش‌های مربوط به تغییرات حقوقی در دوره رضا شاه).

#### مهم‌ترین اصلاحات حقوقی رضا شاه
- تدوین و اجرای قانون مدنی جدید (۱۳۰۷-۱۳۱۳ شمسی): این قانون بر اساس الگوهای حقوقی اروپایی، به ویژه قانون مدنی فرانسه، تدوین شد و جایگزین بسیاری از قوانین مبتنی بر شریعت در زمینه‌های حقوقی مانند ازدواج، طلاق، ارث، معاملات و قراردادها گردید. این اقدام، حوزه اختیارات دادگاه‌های شرع را به شدت محدود کرد و نظام حقوقی کشور را به سمت یک سیستم عرفی سوق داد.کدی، نیکی آر. ایران مدرن: ریشه‌ها و پیامدهای انقلاب. (فصل‌های مربوط به اصلاحات قانونی رضا شاه).

آبراهامیان، یرواند. ایران بین دو انقلاب. (بخش‌های مربوط به تغییرات حقوقی در دوره رضا شاه).
- تأسیس دادگستری نوین: رضا شاه نظام قضایی جدیدی را بر اساس ساختار مدرن ایجاد کرد. این شامل تأسیس دادگاه‌های بدوی، استیناف و دیوان عالی کشور بود. استخدام و آموزش قضات بر اساس حقوق مدرن و ایجاد تشکیلات اداری منظم برای دادگستری از دیگر اقدامات در این زمینه بود.کدی، نیکی آر. ایران مدرن: ریشه‌ها و پیامدهای انقلاب. (فصل‌های مربوط به اصلاحات قانونی رضا شاه).

آبراهامیان، یرواند. ایران بین دو انقلاب. (بخش‌های مربوط به تغییرات حقوقی در دوره رضا شاه).
- لغو کاپیتولاسیون (۱۳۰۶ شمسی): اگرچه لغو کاپیتولاسیون مستقیماً یک اصلاح حقوق داخلی نبود، اما با از بین بردن امتیازات فراقانونی اتباع خارجی و اعمال قوانین ایران بر همه افراد در قلمرو کشور، گامی مهم در جهت حاکمیت قانون ملی و تضعیف نفوذ خارجی‌ها و به طور ضمنی، نهادهای مذهبی مرتبط با برخی از این امتیازات بود.کدی، نیکی آر. ایران مدرن: ریشه‌ها و پیامدهای انقلاب. (فصل‌های مربوط به اصلاحات قانونی رضا شاه).

آبراهامیان، یرواند. ایران بین دو انقلاب. (بخش‌های مربوط به تغییرات حقوقی در دوره رضا شاه).
- تغییر قوانین مربوط به ثبت اسناد و املاک: پیش از این، ثبت بسیاری از اسناد و معاملات به صورت غیررسمی و اغلب با نظارت روحانیون انجام می‌شد. با تصویب قوانین جدید ثبت اسناد و املاک و تأسیس دفاتر ثبت رسمی زیر نظر دولت، این امور به حوزه اداری دولت منتقل شد و از نفوذ روحانیون خارج گردید.کدی، نیکی آر. ایران مدرن: ریشه‌ها و پیامدهای انقلاب. (فصل‌های مربوط به اصلاحات قانونی رضا شاه).

آبراهامیان، یرواند. ایران بین دو انقلاب. (بخش‌های مربوط به تغییرات حقوقی در دوره رضا شاه).
- اصلاح قوانین مربوط به احوال شخصیه: قانون مدنی جدید تغییرات اساسی در قوانین مربوط به ازدواج، طلاق، حضانت و ارث ایجاد کرد که در بسیاری از موارد با احکام سنتی شرع متفاوت بود. این تغییرات، چارچوب قانونی جدیدی برای تنظیم روابط خانوادگی و امور شخصی افراد ایجاد کرد که مبتنی بر اصول عرفی و مدرن بود.کدی، نیکی آر. ایران مدرن: ریشه‌ها و پیامدهای انقلاب. (فصل‌های مربوط به اصلاحات قانونی رضا شاه).

آبراهامیان، یرواند. ایران بین دو انقلاب. (بخش‌های مربوط به تغییرات حقوقی در دوره رضا شاه).
- اصلاحات آموزشی: رضا شاه نظام آموزشی سنتی (مکتب‌خانه‌ها و مدارس دینی) را تضعیف و نظام آموزشی مدرن و دولتی را گسترش داد. تأسیس دانشگاه تهران در سال ۱۳۱۳ شمسی (۱۹۳۴ میلادی) به عنوان نخستین دانشگاه مدرن ایران، گام مهمی در تربیت نیروهای متخصص و با دانش روزآمد بود. محتوای آموزشی در این مدارس و دانشگاه‌ها عمدتاً سکولار بود و بر علوم و فنون جدید تأکید داشت.

- اصلاحات اجتماعی: رضا شاه تلاش کرد تا مظاهر سنتی و مذهبی را در حوزه عمومی محدود کند. اقداماتی مانند اجباری شدن کلاه پهلوی برای مردان و کشف حجاب زنان در سال ۱۳۱۴ شمسی (۱۹۳۵ میلادی) با هدف ترویج ظاهری مدرن و یکسان در جامعه انجام شد. این سیاست‌ها با مقاومت‌هایی از سوی برخی اقشار مذهبی روبرو شد.

- تضعیف نفوذ روحانیون: رضا شاه تلاش کرد تا نفوذ سیاسی و اجتماعی روحانیون را محدود کند. او اوقاف را تحت کنترل دولت درآورد، در امور قضایی و آموزشی نقش آن‌ها را کاهش داد و از قدرت سیاسی آن‌ها کاست. روحانیونی که با سیاست‌های او مخالفت می‌کردند، با محدودیت و سرکوب مواجه می‌شدند.

- تأکید بر ناسیونالیسم غیرمذهبی: رضا شاه بر ناسیونالیسم ایرانی با تأکید بر دوره باستانی ایران پیش از اسلام تمرکز کرد. این رویکرد تلاشی برای ایجاد یک هویت ملی سکولار و متحد بود که فراتر از هویت مذهبی قرار می‌گرفت.

### محدودیت‌ها و پیامدهای سکولاریزاسیون در دوره رضا شاه
سیاست‌های سکولاریستی رضا شاه، هرچند تغییرات مهمی در ساختار جامعه ایران ایجاد کرد، اما از جهاتی نیز محدودیت داشت. این سیاست‌ها عمدتاً از بالا به پایین و با توسل به زور اعمال می‌شد و در بسیاری از موارد با خواست و باورهای عمیق مذهبی بخش قابل توجهی از جامعه همخوانی نداشت. همچنین، تمرکز بیش از حد بر ناسیونالیسم غیرمذهبی و سرکوب نیروهای مذهبی، در بلندمدت زمینه‌های نارضایتی و واکنش را فراهم کرد که در دهه‌های بعد و به ویژه در جریان انقلاب اسلامی بروز یافت.
آیا تمایل دارید به جنبه‌های خاص دیگری از سکولاریسم در دوره رضا شاه بپردازیم؟ مثلاً واکنش گروه‌های مختلف اجتماعی به این سیاست‌ها، تأثیر این سیاست‌ها بر ساختار قدرت، یا مقایسه آن با روند سکولاریزاسیون در کشورهای دیگر؟

## سیاستمداران و شخصیت‌های سکولاریست ایران
- رضاشاه
- محمد مصدق
- احمد کسروی
- داریوش فروهر
- شاپور بختیار
- فضل‌الله زاهدی
- داریوش همایون
- محمدرضا پهلوی
- امیرعباس هویدا
- رضا پهلوی
- اسماعیل نوری‌علا
- میرزا ملکم‌خان